# Fiskerstrand Verft
Fiskerstrand Verft AS är ett norskt ombyggnads- och nybyggnadsskeppsvarv i Fiskerstrand på Sunnmøre i Sula kommun i Møre og Romsdal, som grundades som Fiskerstrand Slip & Motorverksted 1909.
Varvets nybyggnadsverksamhet avser framför allt färjor, varav merparten till kunder i Norge. 
Varvet samarbetar med det litauiska Western Shipyard i Klaipėda. Fiskerstrand och estniska BLRT-gruppen äger hälften var av samriskföretaget Fiskerstrand BLRT AS.